# Jacques Bernard Nassy
Jacques Bernard Nassy (Paramaribo, 1861 – aldaar, 21 november 1919) was een Surinaams koopman en politicus.
Hij was zoon van Sophia Nassy (Naassie); vader onbekend. Hij was een broer van de arts Johan Frederik Nassy en de handelaar Adolf Nassy. Hijzelf was sinds 1889 (akte 33) getrouwd met Maria Georgina La Fauvette.
Bij de parlementsverkiezingen van 1902 behaalde hij onvoldoende stemmen. Nadat het Statenlid M.S. van Praag later dat jaar was opgestapt werd Nassy bij tussentijdse verkiezingen alsnog verkozen tot lid van de Koloniale Staten. In de tweede stemronde kwam hij met 214 tegen 139 (Samuel Bueno Bibaz) als winnaar uit de bus. 

Bij de verkiezingen van 1906 was hij niet verkiesbaar zodat na drie jaar een einde kwam aan zijn Statenlidmaatschap.
Geheel omstreden was hij niet. Hij was afkomstig uit een arm gezin, maar werkte zich langzaam omhoog tot een “redelijk ruim” inkomen. Hij gaf het verdiende geld uit aan zaken waar alle Surinamers bij gebaat waren. Daarnaast was hij actief in het bestrijden van een cacaoboomziekte. Aan de andere kant werd hij in 1905 juridisch gestraft vanwege “sluiken van opium”. De zaak liep tot in 1909 door tot in de Hoge Raad der Nederlanden. Een gratieverzoek van familie werd deels ingewilligd, de straf werd verlaagd, maar hij kreeg geen gratie. Het werd gezien als straf voor de “gewone man” die iets verkeerds had gedaan. 
Nassy overleed in 1919 op 58-jarige leeftijd. 